# Furacão Felicia (2009)
O furacão Felícia foi um dos ciclones tropicais da temporada de furacões no Pacífico de 2009 e o ciclone tropical mais intenso no Oceano Pacífico Nordeste desde o furacão Daniel em 2006. Formando-se em 3 de agosto como a depressão tropical Oito-E, o sistema rapidamente desenvolveu áreas de convecção profunda. Na manhã seguinte, a depressão tornou-se uma tempestade tropical, e ganhou o nome "Felicia". Durante todo aquele dia, a tempestade intensificou-se rapidamente, atingindo a intensidade de furacão em 4 de agosto. Naquela tarde, a tempestade apresentava um olho bem definido e intensificou-se para um grande furacão quando atingiu a intensidade de um furacão de categoria 3 na escala de furacões de Saffir-Simpson. Durante aquela noite, a tempestade intensificou-se para um furacão de categoria 4. Várias horas depois, a tempestade atingiu o seu pico de intensidade, com ventos máximos sustentados de (230 km/h) e uma pressão atmosférica central mínima de 935 hPa. Depois de alcançar esta intensidade, o furacão enfraqueceu-se gradualmente assim que seguia para noroeste. Em 8 de agosto, Felicia se enfraqueceu para um furacão de categoria 1, e depois uma tempestade tropical em 9 de agosto. No dia seguinte, a tempestade começou a seguir para oeste, em direção ao Havaí, continuando a perder força. Em 11 de agosto, o furacão Felicia se enfraqueceu para uma depressão tropical, e rapidamente se degenerou para uma área baixa pressão remanescente antes de passar sobre o arquipélago havaiano.
Depois de se degenerar para uma baixa pressão remanescente, Felicia continuou a seguir sobre as ilhas havaianas, e em 12 de agosto, o sistema produziu grandes quantidades de chuva em várias ilhas. O acumulado mais elevado foi registrado em Oahu, 14,63 mm, causando inundações e deslizamentos de terra em regiões isoladas. Em Maui, as chuvas ajudaram a aliviar as condições de seca e de escassez de água, aumentando significativamente o total de água em reservatórios da ilha. O transbordamento de um rio resultou no fechamento de uma escola. Grandes swells produzidos pela tempestade resultaram em vários regastes nas praias de diversas ilhas do Havaí. Ao todo, apenas pequenos danos foram provocados pelo sistema remanescente de Felicia.

## História meteorológica

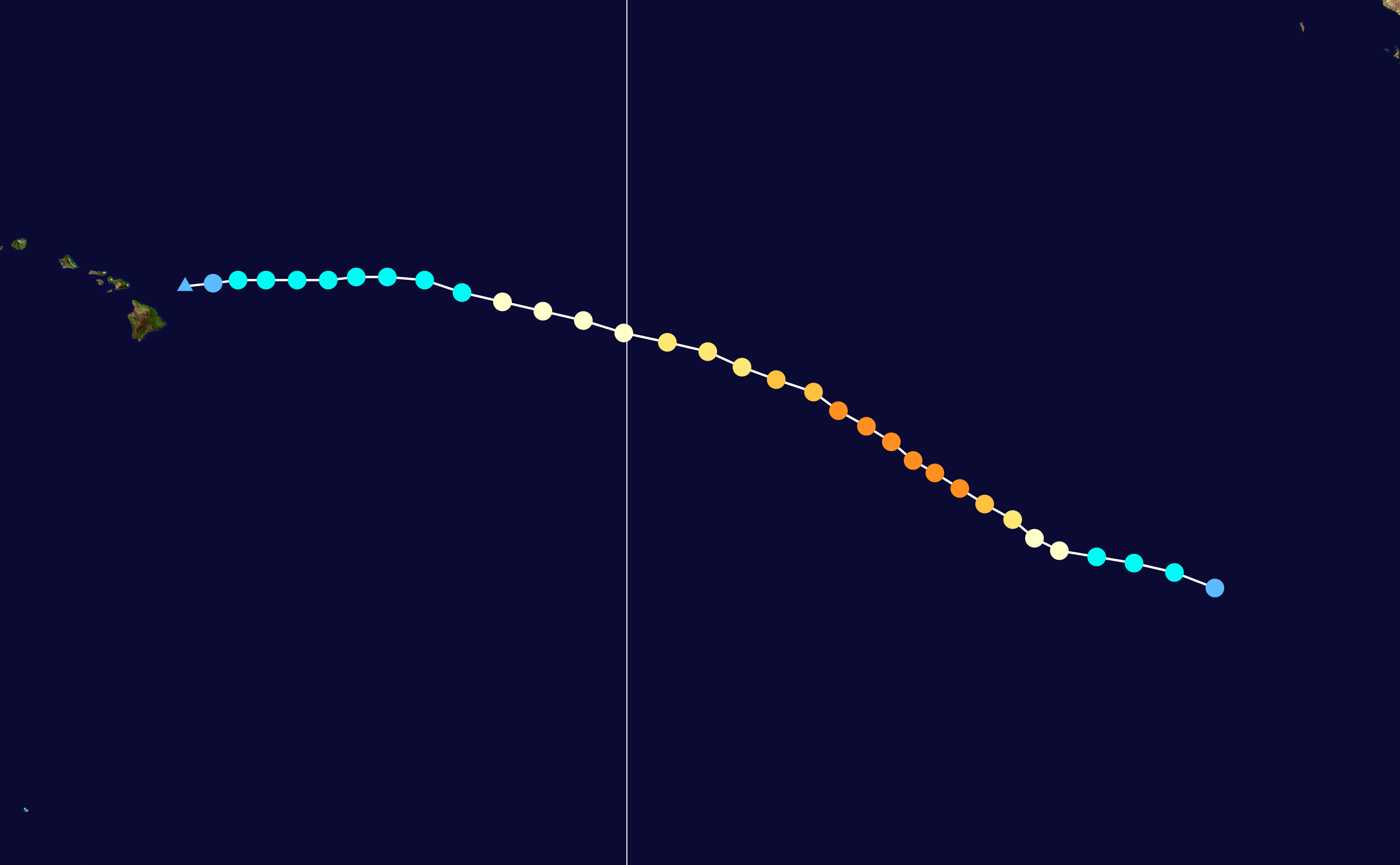
O caminho de Felicia

No final de 2 de agosto, o Centro Nacional de Furacões (NHC) começou a monitorar uma onda tropical que produzia aguaceiros e trovoadas a cerca de 1.610 km a sudoeste do extremo sul da Península da Baixa Califórnia. A tempestade tornou-se mais bem organizado gradualmente assim que seguia para oeste. Em 3 de agosto, o sistema tornou-se cada vez mais organizado, e por volta das 03:00 (UTC de 4 de agosto, o NHC classificou o sistema para a depressão tropical Oito-E. As bandas de tempestade e os fluxos de saída setentrionais estavam sendo reforçados pela proximidade da tempestade tropical Enrique. O fator principal do movimento da depressão foi uma área de baixa pressão de altos níveis situado ao norte do sistema, que guiava a depressão para oeste antes do sistema começar a seguir para noroeste após o enfraquecimento da área de baixa pressão.
Ao final da manhã de 4 de agosto, o NHC classificou a depressão tropical Oito-E para a tempestade tropical Felicia, a sétima tempestade dotada de nome da temporada. Localizada numa região com baixo cisalhamento do vento e sobre águas quentes oceânicas, a tempestade rapidamente se desenvolveu, com persistentes áreas de convecção profunda em torno do centro da circulação. Foi previsto que as condições meteorológicas iriam persistir durante pelo menos três dias. No entanto, houve um aumento da quantidade de incerteza devido à possível interação do sistema com a tempestade tropical Enrique. Várias horas depois, a tempestade começou a sofrer rápida intensificação após a formação de um olho no centro de suas áreas de convecção. Por volta das 21:00 (UTC), Felicia intensificou-se para um furacão.

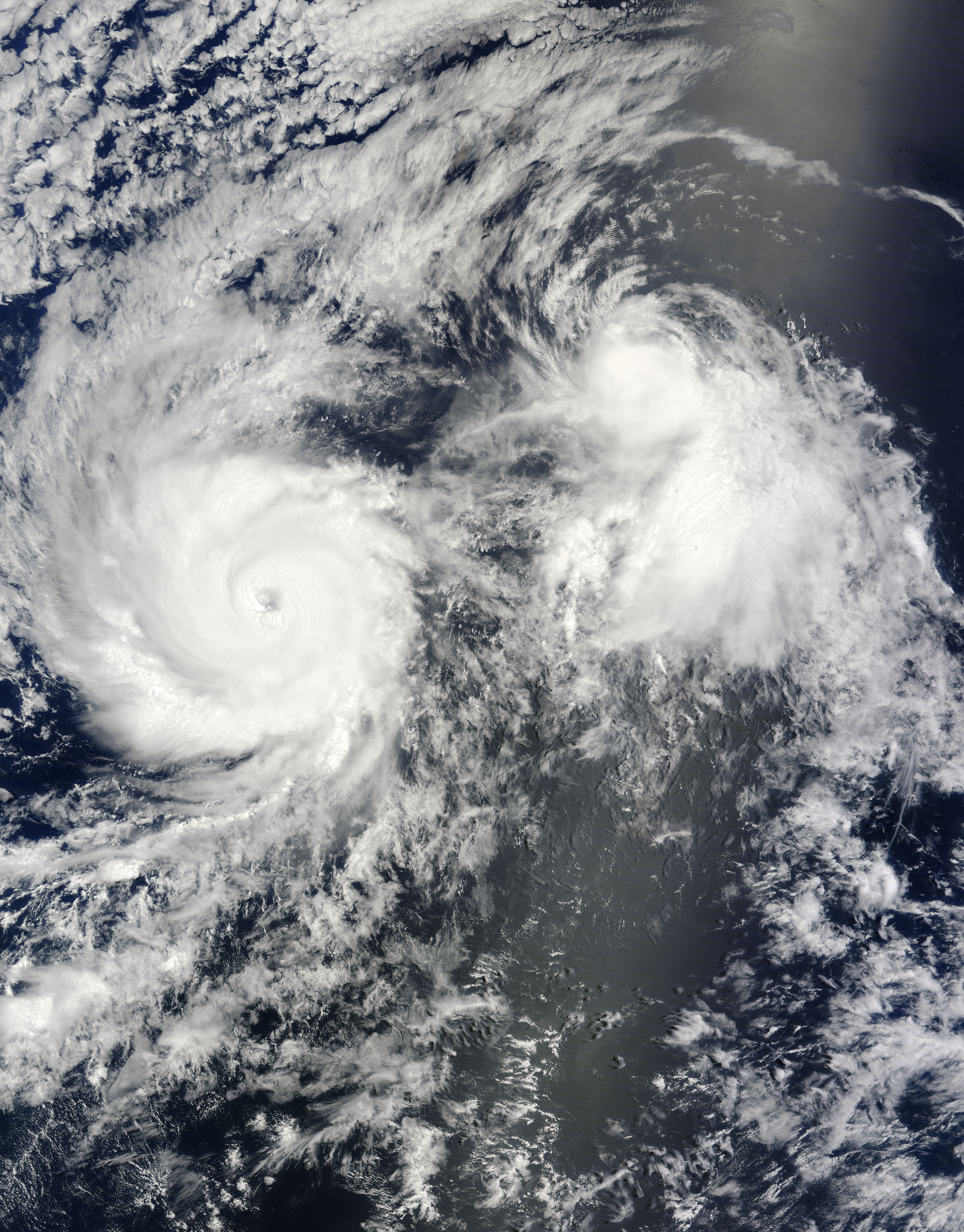
O furacão Felicia (a esquerda) e a tempestade tropical Enrique (a direita) em 5 de agosto

No final de 4 de agosto, a intensidade da Felicia provocou a mudança de trajetória do próprio sistema mais para noroeste, em resposta a passagem de um cavado de médios a altos níveis ao largo da costa oeste dos Estados Unidos. Na manhã seguinte, a tempestade continuou a se intensificar, e se intensificou para um furacão de categoria 3 na escala de furacões de Saffir-Simpson, com ventos máximos sustentados de 185 km/h. Mantendo um olho bem definido, os ventos máximos sustentados de Felicia atingiram 220 km/h, e a pressão atmosférica de superfície no olho do furacão caiu para 937 hPa durante aquela noite, tornando-se o mais forte ciclone tropical no Oceano Pacífico a leste da Linha Internacional de Data desde o furacão Ioke em 2006, e o ciclone tropical mais forte na bacia do Oceano Pacífico Nordeste desde o furacão Daniel, no mesmo ano. Por volta da meia-noite (UTC) de 6 de agosto, Felicia atingiu o seu pico de intensidade, com ventos máximos sustentados de 230 km/h, e uma pressão central mínima de 935 hPa.
Depois de se enfraquecer lentamente em 6 de agosto, os ventos máximos sustentados de Felicia se estabilizaram em 215 km/h, ao mesmo tempo em que o diâmetro do olho do furacão expandiu para 37 km. No dia seguinte, a estrutura do furacão se deteriorou rapidamente assim que as suas áreas de convecção ficaram assimétricas e o topo de suas nuvens aqueceu significativamente. Isto representou uma queda rápida na intensidade do furacão, que se enfraqueceu para um furacão de categoria 3. Várias horas mais tarde, a circulação de médios níveis começou a se separar da circulação de baixos níveis, e o tamanho total da tempestade diminuiu. Naquele momento, a tempestade a seguir mais para oeste, em direção ao Havaí. Depois de uma breve reintensificação em 7 de agosto, Felicia se enfraqueceu para um furacão de categoria 1 no início da madrugada (UTC) de 8 de agosto. Por volta das 21:00 (UTC) de 7 de agosto, o Centro de Furacões do Pacífico Central (CPHC) assumiu a responsabilidade de monitoração do sistema assim que Felicia cruzou o meridiano 140°O.
Em 9 de agosto, o aumento do cisalhamento do vento intensificou ainda mais a tendência de enfraquecimento da tempestade, e Felicia foi desclassificado para uma tempestade tropical naquele dia. A tempestade rapidamente se enfraqueceu ao longo daquele dia assim que as áreas de convecção profunda se dissiparam gradualmente em torno do centro de circulação devido ao cisalhamento do vento. Nas últimas horas daquela manhã, apenas pouca atividade convectiva permanecia em torno do centro de Felicia. Sendo ciclone mais fraco, a tempestade continuou a seguir para o Havaí assim que suas áreas de convecção profunda associada associadas ao sistema continuavam a ser deslocadas para o quadrante nordeste da circulação ciclônica. O sistema lentamente enfraqueceu-se antes de ser desclassificado para uma depressão tropical em 11 de agosto assim que aviões caçador de furacões não encontraram mais áreas de ventos com intensidade de tempestade tropical. Várias horas depois de Felicia ser desclassificada, o CPHC emitiu seu último aviso sobre o sistema assim que a depressão se degenerou para uma área de baixa pressão remanescente não convectiva perto das ilhas havaianas.

## Preparativos
| Lista de ciclones tropicais mais chuvosos no Havaí Os totais registrados mais altos | Lista de ciclones tropicais mais chuvosos no Havaí Os totais registrados mais altos | Lista de ciclones tropicais mais chuvosos no Havaí Os totais registrados mais altos | Lista de ciclones tropicais mais chuvosos no Havaí Os totais registrados mais altos | Lista de ciclones tropicais mais chuvosos no Havaí Os totais registrados mais altos |
| Precipitação                                                                        | Precipitação                                                                        | Precipitação                                                                        | Tempestade                                                                          | Estação de coleta de dados                                                          |
| Posição                                                                             | (mm)                                                                                | (pol)                                                                               | Tempestade                                                                          | Estação de coleta de dados                                                          |
| ----------------------------------------------------------------------------------- | ----------------------------------------------------------------------------------- | ----------------------------------------------------------------------------------- | ----------------------------------------------------------------------------------- | ----------------------------------------------------------------------------------- |
| 1                                                                                   | 1321 mm                                                                             | 52.00 pol                                                                           | Hiki 1950                                                                           | [ 27 ]                                                                              |
| 2                                                                                   | 985 mm                                                                              | 38.76 pol                                                                           | Paul (2000)                                                                         | [ 28 ]                                                                              |
| 3                                                                                   | 635 mm                                                                              | 25.00 pol                                                                           | Maggie (1970)                                                                       | [ 29 ]                                                                              |
| 4                                                                                   | 519 mm                                                                              | 20.42 pol                                                                           | Nina (1957)                                                                         | [ 30 ]                                                                              |
| 5                                                                                   | 516 mm                                                                              | 20.33 pol                                                                           | Iwa (1982)                                                                          | [ 31 ]                                                                              |
| 6                                                                                   | 476 mm                                                                              | 18.75 pol                                                                           | Fabio (1988)                                                                        | [ 31 ]                                                                              |
| 7                                                                                   | 381 mm                                                                              | 15.00 pol                                                                           | D.T. 1-C (1994)                                                                     | [ 32 ]                                                                              |
| 8                                                                                   | 372 mm                                                                              | 14.63 pol                                                                           | Felicia (2009)                                                                      | Oahu Forest                                                                         |
| 9                                                                                   | 323 mm                                                                              | 12.70 pol                                                                           | Makawao (1906)                                                                      | [ 27 ]                                                                              |
| 10                                                                                  | 305 mm                                                                              | 12.00 pol                                                                           | Diana (1972)                                                                        | [ 34 ]                                                                              |
| 10                                                                                  | 305 mm                                                                              | 12.00 pol                                                                           | "B" (1967)                                                                          | [ 35 ]                                                                              |
| 10                                                                                  | 305 mm                                                                              | 12.00 pol                                                                           | Kenneth (2005)                                                                      | [ 36 ]                                                                              |

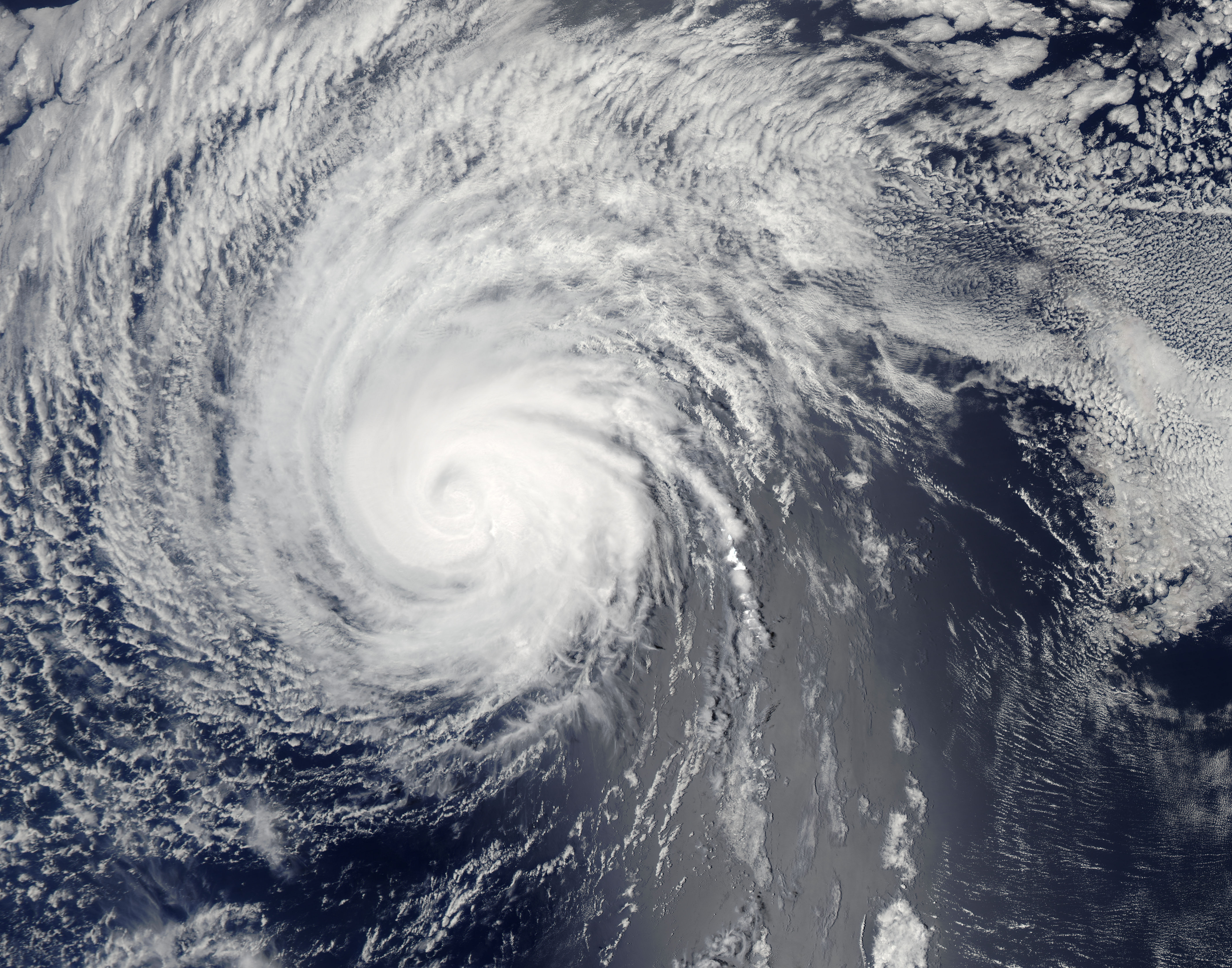
O furacão Felicia aproximando-se do Havaí em 8 de agosto

Em 5 de agosto, os meteorologistas estavam discutindo a possibilidade de a tempestade atingir o Havaí. Os residentes foram aconselhados a assegurar que seus kits de desastres estavam completamente abastecidos e prontos. A governadora do Havaí, Linda Lingle, fez um discurso para o estado do Havaí no mesmo dia. Ela enfatizou que a tempestade não era uma ameaça iminente, mas moradores deveriam estar prontos e saber a localização do abrigo de emergência mais próximo de emergência. Devido à previsão de enfraquecimento antes do sistema antes de o mesmo atingir as ilhas havaianas, estavam sendo esperados apenas efeitos mínimos, que poderiam se constituir apenas de precipitação moderada. O prefeito do condado do Havaí, Billy Kenoi, também foi informado sobre a aproximação da tempestade, e ele aconselhou o condado para que tomasse os devidos preparativos. A Cruz Vermelha Americana também informou que as vendas de um recipiente especial de água que pode ser anexado a uma banheira e manter cerca de 100 litros de água, aumentaram significativamente. Em 6 de agosto, a Cruz Vermelha afirmou que estavam implantação a equipe de mitigação de desastres, liderado pelo diretor da agência, para as ilhas do Havaí.
Em 7 de agosto, cinco aviões "caçadores de furacões" foram despachados para Base da Força Aérea de Hickam para missões de sobrevoo à tempestade. Mais tarde naquele dia, o Centro de Furacões do Pacífico Central emitiu um alerta de tempestade tropical para a ilha Havaí, Maui, Kahoolawe, Lanai e Molokai. Em 9 de agosto, o alerta de tempestade tropical foi expandido para incluir a ilha de Oahu. Os alertas para a ilha Havaí foram posteriormente descontinuados assim que a previsão de trajetória indicava que Felicia iria seguir mais para norte, em direção ao condado de Maui e Oahu. A Cruz Vermelha abriu abrigos em todo o arquipélago em 10 de agosto. Doze estavam na ilha Havaí, sete em Maui, dois em Molokai e um em Lanai. O Aeroporto Internacional de Honolulu garantiu que os oito geradores estavam prontos para usar em caso Felicia causasse uma queda de energia no aeroporto. Todos os alertas de tempestade tropical foram cancelados em às 11:00 a.m. (HST) de 11 de agosto assim que Felicia degenerou-se para uma área de baixa pressão remanescente.

## Impactos

### Oahu

A área de baixa pressão remanescente de Felicia produzindo chuvas sobre o Havaí em 12 de agosto

A parte leste de Oahu recebeu mais de 25 mm de chuva associada ao sistema remanescente de Felicia em 12 de agosto. Uma porção da Autoestrada Kamehameha ficou fechado por volta das 11:00 pm (HST) assim que o córrego Waikāne transbordou. As enchentes próximas a uma ponte chegaram a 1,2 m de profundidade, deixando alguns moradores ilhados em suas casas. A rodovia ficou fechada até por volta das 04:00 (HST) de 14 de agosto. A chuva também foi considerada útil, já que ajudou a aliviar as condições de seca, que esteve presente durante quase dois meses. A maior precipitação foi registrada em Oahu, com 372 mm no Refúgio Nacional da Vida Selvagem de Forest. Durante um período de 12 horas, um total de 161 mm caiu em Waiahole. Algumas áreas registraram acumulados de precipitação de até 25 mm por hora, provocando deslizamentos de terra em localidades isoladas. Em Sandy Beach, houve dois resgates, além de outros três em Makapu'u, assim que ondas de 5,5 m afetaram as ilhas. Os salva-vidas emitiram um total de 1.410 advertências verbais sobre o mar agitado para banhistas e surfistas durante o evento.

### Outras ilhas

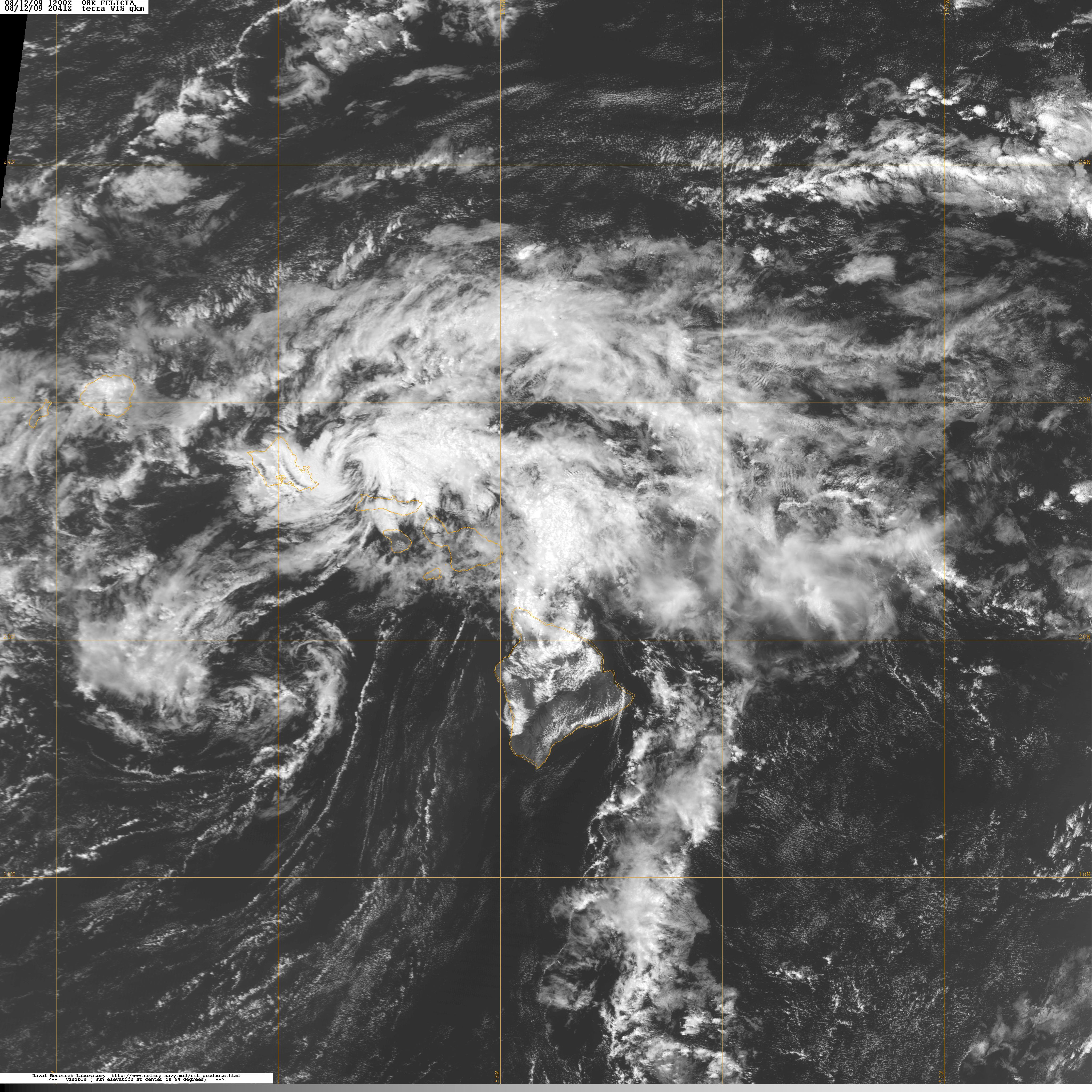
O sistema remanescente de Felicia sobre o Havaí em 12 de agosto

Em Kauai, o rio Hanalei ficou acima do seu nível normal, levando ao fechamento da Escola de Hanalei. Vários galhos e pequenas árvores foram derrubados em toda a ilha. As chuvas em Kauai atingiram um pico 135 mm no Monte Wai'ale'ale, e em Maui, as chuvas chegaram a 103 mm perto de Kaupo Gap. Por outro lado, o lado oeste das ilhas registrou apenas chuvas leves. Nestas regiões, a chuva atingiu um pico de 33 mm em Kihei, uma região que raramente registra chuvas durante o mês de agosto. Em toda a ilha, a quantidade total de água em reservatórios aumentou para 395,5 milhões de litros, um aumento de mais de 100 milhões de litros antes da passagem do sistema. As chuvas em algumas regiões foi suficientemente forte para reduzir a visibilidade para poucos metros. As ruas nessas regiões foram cobertas por água barrenta. Chuvas localizadas  caíram sobre a ilha Havaí, chegando a 70 mm em Kealakekua. Em Wailua Beach, um banhista resgatado foi enviado para um hospital local, e outras três pessoas foram arrastadas na foz do rio Wailua, todos as quais foram rapidamente resgatadas. Em Honolulu, o escoamento das chuvas da tempestade trouxeram grandes quantidades de lixo e entulho ao longo das praias locais. Empresas privadas foram despachadas para as áreas costeiras afetadas para remover o lixo. As autoridades locais foram obrigadas a fechar as praias ao longo da baía de Hanauma depois que as fortes ondas trouxeram mais de 2.000 caravelas-portuguesas para as praias. As praias mais tarde foram reabertas em 14 de agosto.